# Município de Elk (condado de Noble, Ohio)
O município de Elk (em inglês: Elk Township) é um município localizado no condado de Noble no estado estadounidense de Ohio. No ano 2010 tinha uma população de 333 habitantes e uma densidade populacional de 4,41 pessoas por km².

## Geografia
O município de Elk encontra-se localizado nas coordenadas 39° 39′ 04″ N, 81° 19′ 13″ O. Segundo o Departamento do Censo dos Estados Unidos, o município tem uma superfície total de 75.43 km², da qual 75,08 km² correspondem a terra firme e (0,45 %) 0,34 km² é água.

## Demografia
Segundo o censo de 2010, tinha 333 pessoas residindo no município de Elk. A densidade populacional era de 4,41 hab./km².